# Oxathridia roraimae
Oxathridia roraimae là một loài bọ cánh cứng trong họ Cerambycidae.